# Rajd Podlaski
Rajd Podlaski – rajd samochodowy będący jedną z rund Rajdowych Mistrzostw Polski. Gospodarzem rajdu jest Automobilklub Podlaski. Początki jego organizacji przypadają na lata 70 XX wieku.

## Zwycięzcy Rajdu Podlaskiego[2]
| Rok  | Rajd              | Kierowca              | Pilot                 | Samochód                   | Seria |
| ---- | ----------------- | --------------------- | --------------------- | -------------------------- | ----- |
| 1983 | 9. Rajd Podlaski  | Czesław Zadygowicz    | Tadeusz Wieczeryński  | FSO Polonez 1600           |       |
|      |                   |                       |                       |                            |       |
| 2003 | 22. Rajd Podlaski | Daniel Jędrzejczak    | Andrzej Miszewski     | Volkswagen Golf I GTI      |       |
| 2004 | 23. Rajd Podlaski | Radosław Raczkowski   | Maciej Dziurgot       | Peugeot 106                |       |
| 2005 | 24. Rajd Podlaski | ?                     |                       |                            |       |
| 2006 | 25. Rajd Podlaski | Piotr Wasiak          | Feliks Wasiak         | Opel Corsa                 |       |
| 2007 | 26. Rajd Podlaski | Janusz Szafraniec     | Łukasz Wawrzyńczyk    | Mitsubishi Lancer Evo VIII |       |
| 2007 | 27. Rajd Podlaski | ?                     |                       |                            |       |
| 2009 | 28. Rajd Podlaski | Jacek Węcławski       | Tomasz Kowalik        | Opel Astra GSi 16V         |       |
| 2010 | 29. Rajd Podlaski | Zbigniew Staniszewski | Radosław Korzeniewski | Mitsubishi Lancer Evo IX   |       |
| 2011 | 30. Rajd Podlaski | Radosław Raczkowski   | Mariusz Kosiński      | Honda Civic Type-R EP      |       |
|      |                   |                       |                       |                            |       |
| 2016 | 35. Rajd Podlaski | Radosław Raczkowski   | Ireneusz Pleskot      | Ford Fiesta R5             |       |
| 2017 | 36. Rajd Podlaski | Zbigniew Staniszewski | Sebastian Rozwadowski | Ford Fiesta R5             |       |
| 2018 | 37. Rajd Podlaski | Bartosz Grygorowicz   | Dawid Barański        | Subaru Impreza STi N12     |       |
| 2019 | 38. Rajd Podlaski | Zbigniew Staniszewski | Sebastian Rozwadowski | Ford Fiesta R5             |       |
| 2020 | 39. Rajd Podlaski | Adrian Chwietczuk     | Jarosław Baran        | Škoda Fabia Rally2 evo     |       |
| 2021 | 40. Rajd Podlaski | Adrian Chwietczuk     | Jarosław Baran        | Škoda Fabia Rally2 evo     |       |
| 2022 | 41. Rajd Podlaski | Tom Kristensson       | Andreas Johansson     | Hyundai i20 R5             | RSMP  |
| 2023 | 42. Rajd Podlaski | Grzegorz Grzyb        | Adam Binięda          | Škoda Fabia Rally2 evo     | RSMP  |